# Timmi Johansen
Timmi Hvidtfeldt Johansen (Rødovre, 6 maggio 1987) è un ex calciatore danese, di ruolo difensore.

## Carriera

### Club
Johansen ha giocato per lo Hvidovre, per poi trasferirsi agli olandesi dell'Heerenveen. Vi è rimasto per due stagioni, totalizzando 10 presenze nell'Eredivisie. Ha fatto poi ritorno in Danimarca, legandosi all'Odense. Senza giocare alcun incontro nella Superligaen, è passato in prestito al Viborg agli inizi del 2011. A fine stagione, ha fatto ritorno all'Odense. Il 18 marzo 2012 ha esordito nella massima divisione danese, schierato titolare nella sconfitta per 1-0 sul campo del Lyngby. Il 5 aprile 2013 è stato ingaggiato dai norvegesi dello Stabæk. Ha rescisso il contratto che lo legava al club in data 20 febbraio 2015. Il 5 marzo successivo, ha firmato per il Næsby.